# سفر يوئيل

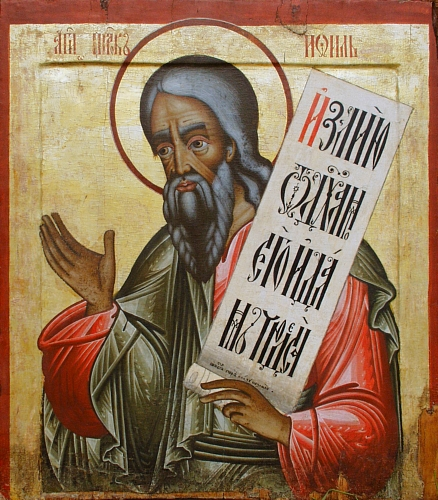

سفر يوئيل هو أحد اسفار التناخ والعهد القديم. الكتاب هو جزء من مجموعة من اثني عشر كتابا نبويا معروف باسم الأنبياء الصغار وأحيانا الإثنا عشر؛ يشير تعبير صغار إلى قصر النص فيما يتعلق بالنصوص النبوية الأكبر المعروفة باسم «الأنبياء الكبار».